# Gerhard Dönhoff

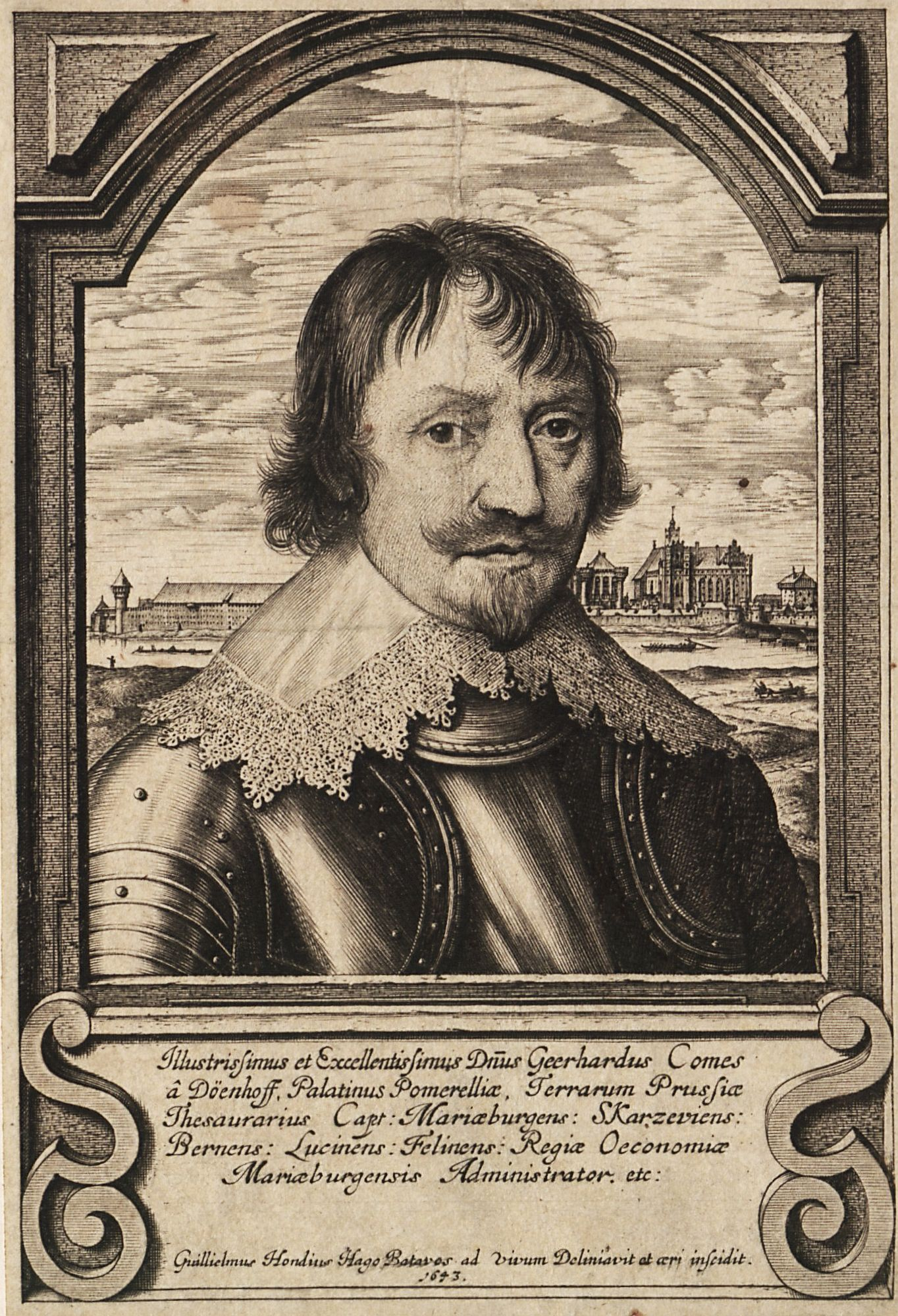
Gerhard Dönhoff

Gerhard Dönhoff (* 15. Januar 1590 in Marienburg; † 23. Dezember 1648 ebenda) war Reichsgraf, polnischer Kastellan von Danzig und Woiwode von Wenden und Pommerellen.

## Familie
Graf Gerhard von Dönhoff entstammte der Familie Dönhoff und war ein Sohn des Gerhard von Dönhoff († nach 1602) und der Margarethe von Zweifeln († 1622). Er war seit 1629 mit Gräfin Katarzyna Zofia Opalińska (1596–1635) vermählt. In zweiter Ehe vermählte er sich mit Sibylle Margarethe Herzogin von Brieg (1620–1657).
Gerhard Dönhoff war Stammvater der Grafen Denhoff in Polen († 1791). Obwohl aus seinen beiden Ehen sowohl Söhne als auch Töchter hervorgingen, setzte nur Graf Władysław Denhoff (1639–1683) den Stamm mit Graf Stanisław Ernest Denhoff († 1728) fort. Mit letzterem jedoch erlosch diese Linie im Mannesstamm bereits.

## Leben
Dönhoff war 1621 Kommandant der deutschen Infanterie-Hilfstruppen in Königlich Preußen. Am Polnisch-Schwedischen Krieg nahm er in den Jahren 1624–1625 aktiv teil und erlangte Berühmtheit als Kommandant von Thorn.
1629 zum königlichen Berater in maritimen Angelegenheiten berufen, wurde er 1635 Oberaufseher der polnischen Flotte, deren Wiederaufbau und Entwicklung er wesentlich voranbrachte. Die von Dönhoff und Jerzy Ossoliński eingebrachten Vorschläge zur Erhebung von Seezöllen wurden ebenfalls umgesetzt.
1642 wurde Dönhoff Kastellan von Danzig, 1643 Woiwode von Pommerellen und Königlich Preußen, wo er auch Landschatzmeister war, und schließlich wurde er 1645 Hofmarschall der Königin.
Er war Starost von Berent, Skarszew, Lignowsk, Adsel, Fellin, Lucyn, Lignowsk sowie Starost und Ökonom von Marienburg.
Mehrfach war er für König Władysław IV. Wasa als Gesandter in diplomatischen Angelegenheiten in Berlin, Wien, Kopenhagen oder Paris.
Am 11. Januar 1633 ist er von Kaiser Ferdinand II. in den Reichsgrafenstand erhoben worden. Graf Dönhoff blieb zeit seines Lebens glühender Calvinist, er wurde in Elbing begraben.